# Macrocentrus elongatus
Macrocentrus elongatus är en stekelart som beskrevs av Granger 1949. Macrocentrus elongatus ingår i släktet Macrocentrus och familjen bracksteklar. Inga underarter finns listade i Catalogue of Life.